# Gesellschaft für Pädiatrische Nephrologie
Die Gesellschaft für Pädiatrische Nephrologie (GPN) ist eine wissenschaftliche medizinische Fachgesellschaft, die sich der Förderung von Wissenschaft und ärztlichen Praxis der Nephrologie im Kinder- und Jugendalter widmet. Die GPN hat die Rechtsform eines eingetragenen Vereins und ist Mitglied der Arbeitsgemeinschaft der Wissenschaftlichen Medizinischen Fachgesellschaften (AWMF).
Die Gesellschaft für Pädiatrische Nephrologie wurde gegründet, um die Behandlung von Kindern und Jugendlichen mit Erkrankungen der Nieren und Harnwege zu fördern. Zu diesem Zweck bemüht sich die GPN um Zusammenarbeit mit der Deutschen Gesellschaft für Kinder- und Jugendmedizin und der Deutschen Gesellschaft für Nephrologie, sowie mit weiteren Fachgesellschaften, die sich mit nephrologischen und urologischen Erkrankungen befassen.
Die Mitglieder der GPN organisieren sich in mehreren Arbeitskreisen (AK), die schwerpunktmäßig spezielle Krankheitsbilder und Therapiemethoden bearbeiten. Die AK der GPN beschäftigen sich mit Patientenschulung, hypophosphatämischer Rachitis, Hypertonus, Dialyse bei Kindern, Lupusnephritis, experimenteller Nephrologie, Molekulargenetik, Nierentransplantation sowie Neonatologie und Intensivmedizin.
Die GPN vergibt mehrere Preise, mit denen Forscher und Praktiker sowie der wissenschaftliche Nachwuchs im Themenfeld der Nephrologie bei Kindern und Jugendlichen gefördert werden sollen.  
- Johannes Brodehl-Preis  – mit dem Preis werden Studien ausgezeichnet, die für das Themenfeld der Nephrologie bei Kindern besonders maßgeblich sind. Der Preis besteht seit 2008 und ist mit 8000,-€ dotiert
- Lothar Bernd Zimmerhackl-Preis – wird alle zwei Jahre für herausragende Promotionsarbeiten im Themenbereich der Nephrologie bei Kindern vergeben und ist mit 1500,– € dotiert.
- Grundlagenforschungspreis der GPN – ist mit 2500,–€ dotiert, prämiert klinische oder experimentelle Grundlagenforschung und wird alle zwei Jahre vergeben.

Zudem vergibt die GPN im Rahmen ihrer Frühjahrstagung zwei Präsentationspreise, mit denen jeweils ein Poster und ein Vortrag ausgezeichnet werden, die einen bedeutenden wissenschaftlichen Fortschritt darstellen.